# Анн Жюль де Ноайль
Анн Жюль де Ноайль (фр. Anne-Jules de Noailles; 5 лютого 1650 — 2 жовтня 1708) — військовий та державний діяч Французького королівства, 2-й герцог Ноайль, маршал Франції.

## Життєпис
Походив з лімузенського аристократичного роду Ноайль. Син Анн де Нойаль, 1-го герцога Ноайль та губернатора Руссільйону, та Анни-Луїзи де Бойє де Сен-Женев'єв-де-Буа (фрейлени королеви Анни Австрійської). Народився 1650 року в Парижі. Розпочав службу в роті королівських мушкетерів в званні сержанта.
1661 року призначено капітаном королівських мушкетерів. 1663 року відзначився під час облоги Марсаля в Лотарингії. 1665 року отримав звання бригадира першої роти королівських гвардійців. Того року брав участь у поході на допомогу Республіки Сполучених провінцій, яка воювала проти Мюнстерського єпископства. 1666 року стає помічником-майором королівської гвардії.
1671 року оженився з представницею знатного роду Бурнонвілів. У 1672 році під час Голландської війни брав участь у військовій кампанії у Франш-Конте. Був ад'ютантом короля. 1673 року відзначився під час облоги Маастрихту. 1677 року стає табірним маршалом (на кшталт генерал-майора). 1678 року отримав від батька титул герцога та пера й посаду губернатора Руссільйона.
1681 року отримав звання генерал-лейтенанта. 1682 року призначено губернатором Лангедоку. У 1685 року придушив повстання кальвіністів в своїй провінцій після видання королівського едикту Фонтенбло. При цьому застосовував переважно перемовини та інші мирні засоби. З початком Аугсбурзької війни сформував Ноальський кавалерійський полк, з яким 1689 року брав участь у кампанії в Каталонії. Сприяв захопленню Жирони й Уржелю, потім Аббадесу, а 1690 року — Ріполлу. Водночас стає кавалером ордену Святого Духа.
1693 року стає маршалом Франції. В травні 1694 року завдав іспанцям поразки в битві на річці Тер, захопивши міста Розас та Паламос. У липні зайняв фортецю Ностальрік, а у вересні — Кастель-Фоліт. У Жироні стає фактично віце-королем Каталонії. Але залишив посаду через неможливість взяти Барселону та захворювання на віспу. Передав 1695 року війська Луї Жозефу де Вандому.
1700 року супроводжував онука Людовика XIV — Філіппа V, якого було обрано на трон Іспанії, до іспано-французького кордону. З початком Війни за іспанську спадщину проводив час між поїздками між Руссільйоном та Версалем. У 170 році суттєво захворів, а 1708 року помер.

## Характеристика
Відзначався вірністю королю, був хоробрим, наполегливим, впертим та холоднокровним військовим командувачем, що сприяло його успіхам. Разом з цим не мав видатних здібностей для здобуття важливих перемог та дій на головних напрямках.

## Родина
Дружина — Марія-Франсуаза, донька герцога Амбуаза-Фрасуа де Бурнонвіля.
Діти:
- Марія-Христина (1672—1748), дружина герцога Антуана V де Грамона
- Луї-Марія (1675—1680)
- Луї-Поль (1676—1683)
- Марія-Шарлотта (1677—1723), дружина маркіза Мало де Коткен
- Адрієн-Морис (1678—1766), 3-й герцог Нойаль
- Анна-Луїза (1679—1684)
- Жан-Анн (1681—1685)
- Жюлі-Франсуаза (1682—1698)
- Люсія-Феліціта (1683—1745), дружина Віктора Марі д'Естре
- Марія-Тереза (1684—1784), дружина Шарля Франсуа де ла Бом ле Блан, герцога де Ла Вальєр.
- Емманюель-Жюль (1686—1702)
- Марія-Франсуаза (1687—1761), дружина Емманюеля де Бомануара, маркіза де Лавардін.
- Марія-Вікторія (1688—1766), дружина: 1) Луї де Пардайан де Гондрі; 2) Людовика-Александра де Бурбона, графа Тулузи
- Марія-Емілія (1689—1723), дружина Емманюеля Руссель, маркіза Шатору
- Жюль-Адрієн (1690—1710)
- Марія-Уранія (1691-д/н), черниця
- Жан-Емманюель (1693—1725)
- Анна-Луїза (1695—1773), дружина: 1) Франсуа Ле Теллье, маркіза Лувуа; 2) маркіза Жак Іполіт Манчіні